# Мартынова, Пелагея Васильевна
Пелагея Васильевна Мартынова (26 августа (8 сентября) 1900 — 21 сентября 1967) — советская деятельница сельского хозяйства. Звеньевая колхоза «Новый мир» в Старооскольском районе Курской области. Герой Социалистического Труда (1948). Одна из героинь очерка Михаила Шолохова «Слово о Родине».

## Биография
Пелагея Мартынова родилась 26 августа (8 сентября) 1900 в селе Соковое, Казацкой волости Старооскольского уезда Курской губернии в семье крестьянина-батрака. Не получив образование, начала работать в домашнем хозяйстве. В 1929 году вступила в колхоз «Новый мир», с 1932 года работала звеньевой свекловичного звена. Её звено неоднократно становилось лучшим по показателям в колхозе и районе. Во время Великой Отечественной войны оставалась в родном селе, вернулась на должность звеньевой после восстановления колхоза в феврале 1943 года.
В 1947 году Пелагея Мартынова столкнулась с некоторыми трудностями при выращивании озимой пшеницы. Ранней весной значительная часть пшеницы вымерзла, а другая почернела. Для спасения посевов звено Мартыновой провело подкормку удобрениями уцелевшей пшеницы. Позже, ливень размыл почву и обнажил корни растений. Мартыновой пришлось, вместе с подчинёнными, бороновать пшеницу и снова её подкармливать. В результате удалось не только спасти посевы, но и собрать большой урожай. Всего было собрано 32,9 центнера пшеницы с гектара на общей площади в 9 гектаров.
За «получение высоких урожаев пшеницы и ржи при выполнении колхозом обязательных поставок и натур-оплаты за работу МТС в 1947 году и обеспечение семенами зерновых культур для весеннего сева 1948 года» Президиум Верховного Совета СССР указом от 2 января 1948 года присвоил Пелагее Мартыновой звание Героя Социалистического Труда с вручением ордена Ленина и «медали Серп и Молот». Кроме неё, звание героя получили ещё три звеньевые из Курской области: Анна Крылова, Анна Лободенко и Наталья Славгородская.
В следующем году Пелагею Васильевну назначили бригадиром полеводческой бригады. В том же году её наградили ещё одним орденом Ленина. Позже она работала в колхозе бригадиром садоводческой и комплексной бригад. Кроме работы в колхозе, она занималась общественной деятельностью, принимала участие в съезде земледельцев в Курске в 1948 году, где выступила с речью. Была знакома с трудами Климента Тимирязева, Ивана Мичурина, Василия Вильямса, Трофима Лысенко и других учёных. Своими знаниями по сельскому хозяйству делилась с другими крестьянами, преподавая в колхозной агротехнической школе. Первый секретарь Курского областного комитета ВКП (б) — Павел Доронин, характеризовал Мартынову как опытную звеньевую и общественную активистку, которая вела за собой весь колхоз.
В 1958 году ушла на пенсию, жила в селе Соковое. Пелагея Васильевна Мартынова умерла 21 сентября 1967 года и была похоронена на Соковом кладбище Старого Оскола.

## В культуре
По итогам сбора урожая в 1947 году Пелагея Мартынова написала «Рассказ об опыте работы», который был опубликован в газете «Социалистическое земледелие» от 4 января 1948 года.
Писатель Михаил Шолохов в конце наброска «Слово о Родине», впервые опубликованного 23 и 24 января в газете «Правда», рассказывает про звеньевую Пелагею Мартынову, приводит её слова относительно засухи 1946 года и цитирует речь в ответ на получение звания Героя Социалистического Труда.

## Награды
- Герой Социалистического Труда (2 января 1948)[4]
- орден Ленина (2 января 1948)[4], (13 августа 1949)[1]
- медаль «Серп и Молот» (2 января 1948)[4]
- медали[1]

### Комментарий
1. ↑  Село позже вошло в состав Старого Оскола